# Rattus trinilensis
Rattus trinilensis is een fossiel knaagdier uit het geslacht Rattus dat gevonden is in Trinil (Midden-Java). Dit dier komt uit het Midden-Pleistoceen. Deze soort is bekend van een halve onderkaak met daarop grote delen van een voortand en de eerste en tweede onderkies (m1 en m2), en van wat losse tanden. R. trinilensis is een kleine soort, kleiner dan vrijwel alle andere leden van het geslacht. Hij verschilt van andere soorten in dat de anterolinguale en anterolabiale knobbels op de m1 vrij groot zijn en in de geringe buiging van de laminae op de m2. Door het spaarzame materiaal van deze soort is het nog niet goed mogelijk om de verwantschappen van R. trinilensis te bepalen; het is mogelijk dat deze soort niet tot het geslacht Rattus behoort.
Rattus casimcensis · Rattus dobrogicus · Rattus jaegeri · Rattus trinilensis